# GNU All-permissive License
La llicència GNU All-permissive License és una llicència de programari lliure laxa, permissiva (no copyleft), compatible amb la GNU General Public License. Permet l'ús, la redistribució i la modificació dels projectes coberts, que requereixen només la inclusió dels drets d'autor originals i un únic paràgraf de la pròpia llicència GNU. És recomanada per la Free Software Foundation per a arxius petits (amb menys de 300 línies de llarg) com els arxius README, INSTALL i altres de suport.
"Copying and distribution of this file, with or without modification, are permitted in any medium without royalty provided the copyright notice and this notice are preserved. This file is offered as-is, without any warranty."

És una llicència mínima, composta per només dos frases, que normalment cobreix arxius únics en lloc de projectes sencers (encara que és possible substituir la paraula "fitxer" per "projecte" o "programari"). El seu propòsit principal és ser una llicència de fitxers menors que no necessiten ser protegits per la GNU General Public License en projectes amb llicència GPL.
L'identificador SPDX d'aquesta llicència és FSFAP.